# Галеана (муниципалитет)
Галеана (исп. Galeana) — муниципалитет в Мексике, штат Чиуауа с административным центром в посёлке Эрменехильдо-Галеана. Численность населения, по данным переписи 2010 года, составила 5892 человека.

## Общие сведения
Название Galeana дано в честь участника в борьбе за независимость Мексики — Эрменехильдо Галеана.
Площадь муниципалитета равна 1730 км², что составляет 0,7 % от общей площади штата, а наивысшая точка — 1529 метров, расположена в поселении Сан-Хоакин.
Он граничит с другими муниципалитетами штата Чиуауа: на севере Нуэво-Касас-Грандесом, на востоке с Буэнавентурой, на юге с Игнасио-Сарагосой, и на западе с Касас-Грандесом.

## Учреждение и состав
Муниципалитет был образован в 1825 году, в его состав входит 51 населённый пункт, самые крупные из которых:
| Код INEGI | Населённый пункт                                                                       | Численность населения (2005 год) | Численность населения (2010 год) |
| --------- | -------------------------------------------------------------------------------------- | -------------------------------- | -------------------------------- |
| 023       | Всего                                                                                  | 3774                             | 5892                             |
| 0037      | Абденаго-Гарсия (исп. Abdenago C. García (Lagunitas)) 29°59′31″ с. ш. 107°33′10″ з. д. | 1590                             | 2113                             |
| 0005      | Ле-Барон (исп. Colonia le Barón) 30°00′45″ с. ш. 107°34′03″ з. д.                      | 1051                             | 2104                             |
| 0001      | Эрменехильдо-Галеана (исп. Hermenegildo Galeana) 30°06′46″ с. ш. 107°36′58″ з. д.      | 703                              | 926                              |
| 0002      | Ла-Ангостура (исп. La Angostura) 30°02′30″ с. ш. 107°35′50″ з. д.                      | 344                              | 409                              |

## Экономика
По статистическим данным 2000 года, работоспособное население занято по секторам экономики в следующих пропорциях: сельское хозяйство, скотоводство и рыбная ловля — 42,6 %, промышленность и строительство — 29,7 %, сфера обслуживания и туризма — 23,4 %, прочее — 4,3 %.

## Инфраструктура
По статистическим данным 2010 года, инфраструктура развита следующим образом:
- электрификация: 97 %;
- водоснабжение: 97,1 %;
- водоотведение: 87,9 %.